# مهرجان عنابة للفلم المتوسطي
مهرجان عنابة للفيلم المتوسطي(بالفرنسية: Le festival d'Annaba du film méditerranéen)، هو مهرجان سينمائي دولي يشارك فيه معظم بلدان البحر الابيض المتوسط إلا أسرائيل يقام كل سنة في مدينة عنابة شرق الجزائر، مهرجان عنابة عاد بعد غياب دام 30 سنة.

## جوائز الطبعة الثانية للمهرجان

### الأفلام الطويلة
- العناب الذهبي: الآن بإمكانهم المجيء لسالم إبراهيمي من الجزائر.
- جائزة أحسن سيناريو: للفيلم الفلسطيني «المحبوب، الطير الطائر» للمخرج هاني أبو أسعد.

- جائزة أحسن دور رجالي: أمازيغ كاتب في فيلم الآن بإمكانهم المجيء.

- جائزة أحسن دور نسائي: ميساء عبد الهادي في فيلم 3000 ليلة.
- جائزة لجنة التحكيم الخاصة: للفيلم الإيطالي «دستور» لماركو سونتاريلي.

## قيمة الجائزة
جائزة «العناب الذهبي» ما قيمته 10 آلاف دولار

### الأفلام القصيرة
- الجائزة الأولى: أسف لعبد الرحمان حراث.الجزائر.

- تنويه: للفيلم القطعة الصاعدة لحميدة قادة من الجزائر.

### الأفلام الوثائقية
- الجائزة الأولى: للجزائري لمحمد أورين عن فيلمه سمير في الغبار

- تنويه: للمخرج المغربي مهدي بكار عن فيلمه باريس المجزرة

## وصلات خارجية
- الموقع الرسمي للمهرجان
- سينما جزائرية
- ولاية عنابة.